# اعتراضات ۱۴۰۳ کشاورزان ایران
اعتراضات ۱۴۰۳ کشاورزان ایران
شامل اعتراضات کشاورزان در مناطق مختلف کشور مانند خوزستان، کرمانشاه، اصفهان، ورزنه، میناب، سیستان، ... که به دلایل و معضلاتی مانند: کمبود آب، مطالبات مربوط به حق‌آبه، تاخیرات دولت در پرداخت بدهی خود به کشاورزان گندم‌کار، قطع مکرر برق و عدم توجه مسئولان به خسارات و صدمات به محصولات، کم شدن سهمیه سوخت ماشین‌آلات کشاورزی یا به دلیل عدم رسیدگی به درخواست‌های کشاورزان صورت گرفته است، که با برپایی تجمع‌های اعتراضی یا تظاهرات خیابانی خواستار رسیدگی به مطالبات خود شده‌اند.

## اعتراضات

#### ۱۴ فروردین
- گروهی از کشاورزان اصفهان با راهپیمایی و دادن شعارهای اعتراضی در یکی از خیابان‌های اصفهان در اعتراض به مشکلات آب و عدم رسیدگی به درخواست‌هایشان دست به اعتراض زدند.[۱]
- گروهی از کشاورزان و تراکتورداران قلعه گنج در اعتراض به کم شدن سهمیه سوخت‌شان در برابر ساختمان جهاد کشاورزی قلعه گنج در استان کرمان تجمع اعتراضی برپا کردند.[۱]

#### ۱۶ فروردین
گروهی از کشاورزان اصفهان در میدان خوراسگان این شهر در اعتراض به کمبود و معضل آب و اینکه احتمال دارد زاینده رود با پایان مهلت ۱۲ روزه مجدداً قطع شود تجمع اعتراضی برپا کردند. به گزارش شبکه اجتماعی «اعتراض مدنی بازار»، در این تجمع، کشاورزان معترض تراکتورهای خود را نیز به فلکه خوراسگان آورده بودند. روزنامه هم میهن قبل نوشته بود که آب به روی کشاورزان اصفهانی بسته شده و آنها برای مطالبه حق‌آبه و اجرا شدن قانون، بارها اعتراض کرده‌اند؛ اما نه‌تنها جواب نگرفتند بلکه وضعیت آنها بدتر هم شده است.

#### ۱۹ فروردین
گروهی از کشاورزان اصفهان در محدوده سد آبشار، با برگزاری تجمع‌های اعتراضی خواستار رسیدگی به مطالبات خود شدند.

#### ۲۵ فروردین
گروهی از کشاورزان در سد آبشار اصفهان در اعتراض به قطع احتمالی جریان آب زاینده‌رود تجمع اعتراضی برپا کردند.

#### ۲۷ فروردین
به گزارش اتحادیه آزاد کارگران ایران، جمعی از کشاورزان در شهرهای ورزنه و اصفهان که با مشکل بی‌آبی مواجه هستند و کسی به اعتراضات آنها توجه نمی‌کند تجمع‌های اعتراضی برپا کردند. آنها تراکتورهای خود را در فلکه خوراسگان پارک کرده و نسبت به غصب حق‌آبه خود توسط مقامات حکومتی در این مکان تحصن کرده‌اند.

#### ۲۹ فروردین
تحصن کشاورزان اصفهان برای درخواست حق‌آبه زاینده‌رود ادامه یافت. آنها با بی‌اعتمادی به وعده‌های مقامات حکومتی، می‌گویند می‌ایستیم تا آب را پشت سد آبشار به چشم خود ببینیم. آنها گفتند که به این نظام هیچ اعتمادی نداریم. صدها بار وعده دادند اما می‌خواهند اعتراض ما را خنثی کنند و سپس زیر وعده خود بزنند ولی ما به آنها می‌فهمانیم که دیگر نمی‌توانند به ما کلک بزنند.

#### ۴ تیر
گروهی از کشاورزان و تراکتورداران بخش توکهور و هشتبندی شهرستان میناب به دلیل قطع سهمیه سوخت آنها در برابر بخشداری این شهر تجمع اعتراضی برپا کردند.

#### ۹ مرداد
رئیس بنیاد ملی گندم‌کاران با اشاره به اینکه کشاورزان از ۳ ماهه گذشته مطالبات خود را دریافت نکرده‌اند گفت: «هم‌اکنون ۳۵ درصد از مطالبات گندم کاران پرداخت شده و ۶۵ درصد از طلب آنها هنوز پرداخت نشده است.» همچنین قبل از این یکی از مقامات حکومتی از طلب ۱۰۲ هزار میلیارد تومانی گندم‌کاران از دولت خبر داده بود.

#### ۱۶ مرداد
جمعی از کشاورزان و باغداران به دلیل قطع مکرر برق و عدم توجه مسئولان به خسارات و صدمات به محصولات و اموال آنها، در برابر ساختمان اداره برق شهرستان دماوند دست به تجمع اعتراضی زدند.

#### ۱۹ مرداد
- کشاورزان شرق اصفهان در اعتراض به پرداخت نشدن حق‌آبه کشاورزان از زاینده‌رود تجمع‌های اعتراضی برپا کردند. همچنین کشاورزان و باغ‌داران هومند آبسرد، کوهان و اهران به دلیل مشکلات مربوط به قطعی برق تجمع اعتراضی داشتند.[۱۱]
- تأخیر در پرداخت بدهی‌های دولت به کشاورزان گندم‌کار در ماه‌های اخیر اعتراض کشاورزان را به همراه داشته است، اما هنوز دولت نتوانسته است تعهداتش در زمینه «خرید تضمینی» گندم از گندم‌کاران را به درستی اجرا کند.[۱۲]

#### ۳۱ مرداد
- به گزارش شورای هماهنگی تشکل‌های صنفی فرهنگیان ایران، ده‌ها نفر از کشاورزان گندم‌کار در کرمانشاه در اعتراض به نرخ پایین گندم و پرداخت نشدن مطالبات خود بار دیگر در برابر ساختمان استانداری تجمع اعتراضی برپا کردند. این در حالی است که روز ۲۴ مرداد کشاورزان معترض کرمانشاهی در یک تجمع اعتراضی اعلام کرده بودند که پرداخت نشدن طلب‌های آنها باعث ناتوانی‌شان در پرداخت هزینه آب و در نتیجه، قطع برق چاه‌های آب کشاورزی آنها می‌شود.[۱۳]
- شبکه «اعتراض مدنی بازار» به نقل از کشاورزان استان البرز گزارش داده است که حدود ۷۰ درصد از طلب مربوط به گندم تحویلی کشاورزان به دولت هنوز واریز نشده است.[۱۳]

#### ۸ شهریور
جمعی از کشاورزان در جاده منتهی به فیض آباد واقع در نوش آباد از توابع شهرستان آران و بیدگل، تجمع اعتراضی برپا کرده و خواستار رسیدگی به درخواست‌های خود شدند.

#### ۱۳ شهریور
جمعی از کشاورزان و صاحبان تجهیزات کشاورزی، به علت کمبود سهمیه گازوئیل در برابر فرمانداری شهرستان شادگان در استان خوزستان تجمع اعتراضی برپا کردند.

#### ۱۸ شهریور
بنابر گزارش اتحادیه آزاد کارگران ایران، گروهی از کشاورزان در اعتراض به عدم تخصیص سهمیه گازوئیل با تراکتورها و ادوات کشاورزی خود در برابر در ورودی بخشداری چغامیش در دزفول تجمع اعتراضی برپا کردند.

#### ۱۵ اسفند
بنابر گزارش شبکه اجتماعی، جمعی از کشاورزان به علت نقض قوانین زیست‌محیطی و حریم زندگی خود توسط معدن سیاهگل ایوان در برابر استانداری ایلام تجمع اعتراضی برپا کردند. مسئولان معدن علاوه بر تخلف از قوانین زیست‌محیطی، کشاورزان را نیز با بحران محیط زیستی مواجه ساخته‌اند.

#### ۲۳ اسفند
جمعی از کشاورزان استان فارس نسبت به خاموشی چاه‌های کشاورزی در شیراز تجمع اعتراضی برپا کردند. معترضات قطعی چند ماهه برق را معادل «نابودی کشاورزی» خواندند.

## اعتراضات ۱۴۰۴

#### ۵ فروردین
در اصفهان جمعی از کشاورزان در اعتراض به عدم رسیدگی به حق‌آبه قانونی خود از زاینده‌رود تجمع اعتراضی برپا کردند. معترضان طی روزها و هفته‌های اخیر به دفعات نسبت به عدم دریافت حقابه خود اعتراض کردند.

#### ۱۰ فروردین
کشاورزان اصفهانی برای اعتراض به عدم دریافت حقابه زاینده رورد برای دومین روز پی در پی تجمع اعتراضی برپا کردند. در این اعتراض مأموران حکومت با تهاجم به کشاورزان معترض به سمت آن‌ها گاز اشک‌آور و گلوله ساچمه‌ای شلیک کردند. کشاورزان که با تراکتورهای‌شان به خیابان‌ها آمده بودند، می‌گفتند که این دفعه در صورت عدم تأمین درخواست‌شان به خانه برنمی‌گردند. آنها تهدید کردند که اگر لازم شد نماز عید فطر را نیز در برابر سازمان آب اصفهان برپا خواهند کرد.

#### ۱۵ فروردین
کشاورزان شرق اصفهان با شعارهایی نظیر «آب زاینده‌رود حق مسلم ما است»، خواهان باز شدن آب این رودخانه به زمین‌های کشاورزی خود شدند. در نطنز نیز جمعی از مردم در اعتراض به تاراج آب کشاورزی روستاها توسط شرکت‌های معدنی با حمایت سازمان منابع طبیعی و وزارت صمت از این شرکت‌ها، در مقابل دادگستری نظنز تجمع اعتراضی برپا کردند.

#### ۲۹ فروردین
به گزارش اتحادیه آزاد کارگران ایران، در شهرستان زرقان، جمعی از کشاورزان منطقه بند فیض‌آباد در اعتراض به عدم وجود حقابه کافی، تجمع اعتراضی برپا کردند.

#### ۵ اردیبهشت
بنابر گزارش اتحادیه آزاد کارگران ایران، جمعی از کشاورزان آرادان و گرمسار در اعتراض به تأخیر در باز کردن آب سد نمرود که باعث تلف شدن محصولات کشاورزی آنها شده است، تجمع اعتراضی برپا کردند.

#### ۲۷ اردیبهشت
جمعی از کشاورزان رفسنجان در اعتراض به قطع مدوام و طولانی برق در برابر ساختمان فرمانداری تجمع اعتراضی برپا کردند.

#### ۳۱ اردیبهشت
در استان خوزستان گروهی از کشاورزان در جلو استانداری اهواز تجمع اعتراضی برپا کرده و خواهان مطالبات باقیمانده خود از دولت شدند.